# Championnats du monde de semi-marathon 1992
Les 1ers Championnats du monde de semi-marathon ont eu lieu le 20 septembre 1992 à Newcastle upon Tyne. 204 athlètes issus de 36 nations ont participé à l'évènement.

## Résultats

### Hommes
| Épreuves            | Or                                                         | Argent                                                         | Bronze                                                               |
| Course individuelle | Benson Masya 1 h 00 min 24                                 | Antonio Silio 1 h 00 min 40                                    | Boay Akonay 1 h 00 min 45                                            |
| Par équipes         | Kenya Benson Masya Lameck Aguta Joseph Keino 3 h 02 min 25 | Royaume-Uni David Lewis Paul Evans Carl Thackery 3 h 04 min 54 | Brésil Artur Castro Ronaldo da Costa Delmir dos Santos 3 h 05 min 56 |

### Femmes
| Épreuves            | Or                                                            | Argent                                                             | Bronze                                                     |
| Course individuelle | Liz McColgan 1 h 08 min 53                                    | Megumi Fujiwara 1 h 09 min 21                                      | Rosanna Munerotto 1 h 09 min 38                            |
| Par équipes         | Japon Megumi Fujiwara Miyoko Asahina Eriko Asai 3 h 30 min 39 | Royaume-Uni Liz McColgan Andrea Wallace Suzanne Rigg 3 h 33 min 05 | Roumanie Anuta Catuna Iulia Negura Aura Buia 3 h 33 min 27 |

## Tableau des médailles
| Rang | Nation | Or | Argent | Bronze | Total |
| ---- | ------ | -- | ------ | ------ | ----- |